# 托氏奈氏鱈
托氏奈氏鱈，為輻鰭魚綱鱈形目鼠尾鱈科的其中一種。分布於西南太平洋區的紐西蘭海域，棲息在中水層，水深約913至997公尺，生活習性不明。